# جيري ليستير
جيري ليستير (27 ديسمبر 1915 في المملكة المتحدة - 26 يناير 1998 بليستر في المملكة المتحدة) (بالإنجليزية: Gerry Lester)‏ هو لاعب كريكت بريطاني (وحمل سابقاً جنسية المملكة المتحدة لبريطانيا العظمى وأيرلندا). لعب مع نادي مقاطعة ليسترشاير للكريكت ‏.